# إيزابيل ماريا الكانتارا، دوقة غوياس
إيزابيل دي ماريا الكانترا، دوقة غوياس (بالبرتغالية: Isabel Maria de Alcântara Brasileira‏) (3 مايو 1824 - 23 نوفمبر 1898) كانت من النبلاء البرازيليين وابنة غير شرعية لبيدرو الأول إمبراطور البرازيل من عشيقته دوميتيلا دي كاسترو، ماركيزة سانتوس.